# Інфекційні захворювання
Інфекці́йні захво́рювання / хворо́би — розлади здоров'я людей, тварин, рослин у вигляді хвороби, які спричинюють збудники — віруси, різноманітні бактерії, найпростіші, паразитичні гриби, гельмінти, продукти їхньої життєдіяльності (екзотоксини, ендотоксини), патогенні білки — пріони, здатні передаватися від заражених організмів здоровим і схильні до масового поширення. Тому в країнах розвиненої медицини предметом людської інфектології є, передусім, так звані заразні, комунікативні хвороби (англ. communicable diseases), тобто ті, які можуть бути передані здоровим особам. Опікуються діагностикою і лікуванням цих хвороб серед населення відповідні фахівці, що входять до медичної спеціальності «Інфекційні хвороби». Але в широкому сенсі інфекційні захворювання — це усі розлади, які спричинюють збудники, зокрема, вогнищеві ураження органів (абсцеси, гнояки, гнійний апендицит, фурункули, бактеріальна пневмонія, тощо). Їх вивчають, діагностують і лікують у складі тих медичних спеціальностей, які опікуються тими чи іншими органами чи системами (хірурги, дерматологи, пульмонологи тощо).

## Загальний опис
Виділяють поняття Інфекція або заражування хворобою (від англ. Infection — проникнення в організм хвороботворних мікроорганізмів; зараження) — стан, коли в організм потрапляє чужорідний агент — патоген, який розмножується і може чинити хвороботворний ефект. З позицій патологічної фізіології вирізняють інфекційний процес — комплекс взаємних пристосувальних реакцій у відповідь на інфекцію, на укорінення і розмноження патогену в макроорганізмі, спрямований на відновлення порушень гомеостазу та біологічної рівноваги з навколишнім середовищем. Включає взаємодію збудника, макроорганізму і навколишнього середовища. Цей стан може нічим клінічно не проявлятися через переважання компенсаторних процесів над патологічними реакціями. Тоді інфекційна хвороба — крайній ступінь виразності інфекційного процесу, коли все ж таки виникають порушення гомеостазу в результаті переважання патологічних реакцій над компенсаторними.

## Інфекційні хвороби у людей
Інфекційна хвороба може перебігати в маніфестній і субклінічній формі, коли клінічні прояви хвороби відсутні, але при обстеженні в організмі виявляють морфологічні зміни, біохімічні та імунологічні зрушення, які з часом можуть призвести до тяжких негативних наслідків. За перебігом хвороби виділяють типові та нетипові форми. Результатом інфекційної хвороби може бути або повне одужання, смерть, формування носійства та, нарешті, розвиток хронічного перебігу захворювання.
Інфекційні хвороби в цілому характеризуються:
- певною етіологією (патоген або його токсини);
- заразливістю, нерідко — схильністю до широкого епідемічного поширення;
- частіше циклічністю перебігу;
- формуванням імунітету.

Найважливішою особливістю інфекційних хвороб є те, що безпосередньою причиною їх виникнення є потрапляння до макроорганізму патогенних мікроорганізмів.
Детальніші відомості з цієї теми ви можете знайти в статті Інфекція.
У 1884 році німецький мікробіолог Роберт Кох на основі сформованих до цього певних положень німецького патолога Фрідріха Густава Якоба Генле вперше сформулював тріаду тверджень, які не потребують доказів (постулати Коха-Генле), завдяки яким можна було б встановити роль того чи іншого мікроорганізму у виникненні захворювання. Специфічність збудника може бути доведена лише тоді, коли:
1. Мікроорганізм має бути постійно присутнім у хворих людей (або тварин), виділятися при всіх формах цього захворювання.
2. Мікроорганізм можна виділити від хворого (або тварини) та виростити в чистій культурі.
3. Чиста культура збудника в експерименті спричиняє захворювання, яке має подібні клінічні ознаки.
4. Мікроорганізм має бути повторно виділений від експериментально заражених тварин або людей (цей четвертий постулат було додано пізніше).

Зрозуміло, що при певних хворобах окремі постулати не спрацьовують, але в цілому вони є прийнятними для оцінки ролі збудника у спричинені інфекційної хвороби. Постулати Коха-Генле й до XXI століття не втратили своєї значущості й залишаються основоположними постулатами мікробіології та інфектології, відповідність яким є необхідною умовою обґрунтування гіпотези інфекційної етіології будь-якого захворювання. Надалі були зроблені спроби модернізувати ці постулати.
Детальніші відомості з цієї теми ви можете знайти в статті Постулати Коха.
Збудники здатні попадати до здорового організму різними механізмами та шляхами. Місце первинного попадання мікроорганізму до макроорганізму називають вхідними воротами (іноді на такому місці утворюється первинний афект). Однак одного цього чинника зазвичай недостатньо щоб розвинулася інфекційна хвороба. Організм людини повинен бути сприйнятливим до цієї інфекції, він повинен відповідати на інфікування особливою патофізіологічною та морфологічною реакцією, яка визначає клінічну картину хвороби та всі інші її прояви.
При деяких інфекційних захворюваннях патогенний мікроорганізм може мати тільки одні вхідні ворота (наприклад, при шигельозі — травна система), при деяких інших — кілька вхідних воріт (наприклад, при туляремії — шкіра, мигдалини, слизові оболонки верхніх дихальних шляхів, травна система).

## Ознаки інфекційних хвороб
Характерною ознакою інфекційних хвороб є їхня циклічність, тобто наявність:
- інкубаційного періоду (прихований, латентний)[6];
- продромального;
- періоду активних проявів хвороби (розпал захворювання);
- реконвалесценції (період одужання).

### Інкубаційний період
Триває від моменту потрапляння патогенного мікроорганізму в організм до появи перших клінічних ознак захворювання. З урахуванням епідеміологічних даних і тривалості інкубаційного періоду вирішується ряд питань щодо встановлення карантинів, діагностиці внутрішньолікарняних інфекцій тощо.
Тривалість інкубаційного періоду варіює в значних межах — від декількох годин (ботулізм, деякі бактеріальні харчові отруєння) до декількох тижнів і, навіть, місяців (сказ, ВІЛ-інфекція, пріонові хвороби тощо). Зазвичай найбільша кількість збудника виділяється у навколишнє середовище наприкінці інкубаційного періоду і на початку клінічних проявів захворювання (грип, ГРВІ, більшість кишкових інфекційних хвороб).
Але є і виключення, наприклад, хворий на черевний тиф найбільш заразний на 2—3-му тижні хвороби внаслідок особливостей патогенезу захворювання.

### Продромальний період
Саме тоді виявляють перші ознаки хвороби. Найчастіше вони неспецифічні: головний біль, нездужання, незначне підвищення температури тощо. Однак при деяких інфекційних захворюваннях вже в продромальному періоді можуть проявитися характерні ознаки хвороби. Наприклад, у продромальному періоді кору на слизовій оболонці рота можна виявити плями Копліка, які є патогномонічним симптомом цієї хвороби.

### Період активних проявів хвороби
Розпал хвороби триває від декількох днів (кишкові інфекції, ГРВІ) до декількох тижнів і навіть місяців (гострі вірусні гепатити), може мати хвилеподібний перебіг із чергуванням періодів погіршення та поліпшення стану (бруцельоз тощо). Знати період хвороби важливо як для встановлення діагнозу за клінічними ознаками, так і з метою виділення від хворого мікроорганізму-збудника при лабораторних дослідженнях. Наприклад, з крові хворого на черевний тиф можна виділити збудника протягом усього гарячкового періоду, але ефективно це вдається в ранні терміни хвороби.

### Реконвалесценція (видужання)
Стихають або поступово, або (рідше) прискорено симптоми, що були в розпалі хвороби. Формується імунітет.

### Завершення хвороби
Може бути різним — повне й неповне видужання, рецидив, ускладнення, перехід у хронічну форму, смерть.
Хвороба закінчується повним видужанням, коли механізми боротьби із патогеном здатні компенсувати пошкодження, заподіяне організму патогенним фактором. Механізми видужання активуються одразу ж, щойно починається хвороба, і продовжують функціювати до її закінчення.
Неповне видужання характеризується наявністю стійких анатомічних і функціональних дефектів (резидуальні явища), які сформувалися під час хвороби і збереглися після її закінчення (зокрема обмеження рухливості суглоба після бруцельозного артриту, порушення рухової функції внаслідок перенесеного енцефаліту, тощо).

## Класифікація інфекційних хвороб
Внаслідок великої кількості мікроорганізмів, які спричинюють захворювання, розмаїття механізмів та шляхів передавання інфекції існують певні труднощі в класифікації інфекційних хвороб, яка б повністю задовольнила клініцистів (інфекціоністів, сімейних лікарів, терапевтів, хірургів, тощо), мікробіологів, епідеміологів та організаторів охорони здоров'я.

### Класифікація відповідно до середовища проживання збудника
Зрештою всі інфекційні хвороби поділяють на три класи:
- Антропонози (від грец. ἄνθρωπος — людина та грец. νόσος — хвороба) — група інфекційних та паразитарних захворювань, збудники яких здатні паразитувати у природних умовах лише в організмі людини, яка в природі є єдиним джерелом інфекції (кір, вітряна віспа, тощо).
- Зоонози (від грец. ζῷον — тварина та грец. νόσος — хвороба) — група інфекційних та паразитарних захворювань, збудники яких звичайно паразитують в організмі деяких тварин, коли тварини є природним резервуаром, причому джерелом інфекції/інвазії для людини є також тварина (туляремія, ящур, тощо).
- Сапронози (від грец. σαπρός — гнилий та грец. νόσος — хвороба) — група інфекційних захворювань, для збудників яких основним природним резервуаром є абіотичні (неживі) об'єкти навколишнього середовища (легіонельоз, правець, тощо).

### Етіологічна класифікація
У всіх класах кожну групу поділяють на інфекційні хвороби, які чинять:
- віруси;
- різноманітні бактерії;
- грибки;
- найпростіші;
- гельмінти (інвазії);
- членистоногі (інфестації);
- пріони.

Дуже часто у світовій практиці наводять класифікацію інфекційних хвороб саме за етіологічним чинником, що показує відсутність світового консенсусу щодо класифікації інфекційних захворювань. Таке положення не може задовольнити клініцистів через те, що різні за проявами хвороби потрапляють у групи лише за етіологічним фактором, а не за патогенетичними та клінічними проявами, що спричиняє плутанину.

### Інші класифікації
Існують класифікації, які засновані на органному принципі (інфекційні хвороби шкіри, очей, легень, тощо) або синдромальному (інфекційні захворювання, які перебігають з жовтяницею, діарейним синдромом, тощо). Але достатня кількість збудників інфекційних хвороб може спричиняти комплексні, генералізовані ураження (наприклад, черевний тиф) тому їх важко віднести до тих чи інших «органних» класифікацій.
Також виокремлюють емерджентні та реемерджентні інфекційні хвороби відповідно до особливостей їх появи і поширення.

### Класифікація, яка ґрунтується на клінічних і епідеміологічних чинниках
Тому в 1947 році український радянський епідеміолог Лев Васильович Громашевський запропонував класифікацію інфекційних хвороб, яка ґрунтується на клініко-епідеміологічних засадах: місці первинної локалізації в організмі та механізмах, шляхах передачі інфекції від джерела до здорового організму.
Відповідно до цієї класифікації, виділяють:
- кишкові інфекційні хвороби (фекально-оральний механізм передачі інфекції, місце первинної локалізації — травна система) — шигельоз, холера, сальмонельоз, вірусні гастроентерити (ротавіруси, Норфолк-віруси), амебіаз, тощо;
- інфекційні хвороби дихальних шляхів (повітряно-крапельний механізм передачі інфекції, місце первинної локалізації — респіраторний тракт) — грип, ГРВІ, менінгококова інфекція, дифтерія, тощо;
- кров'яні інфекційні захворювання (трансмісивний механізм передачі інфекції, місце первинної локалізації — система кровообігу та кров'яні елементи) — малярія, хвороба Лайма, епідемічний висипний тиф, сонна хвороба, тощо;
- інфекційні захворювання зовнішніх покривів (контактний механізм передачі інфекції, місце первинної локалізації — шкіра та підшкірна основа) — лептоспіроз, сказ, правець, бешиха, тощо;

Згодом стали виділяти також:
- інфекційні хвороби з багатьма механізмами передачі (й, відповідно, до конкретного механізму передачі) — чума, туляремія, сибірка тощо;
- інфекційні захворювання з вертикальним механізмом (від матері до дитини, в тому числі й трансплацентарно) — Torch-інфекції;
- гемоконтактні інфекційні хвороби (внаслідок штучного медичного та немедичного парентерального втручання) — вірусні гепатити В, С, D, ВІЛ-інфекція, тощо.

Ця класифікація теж має певні недоліки, але є такою, що дозволяє виділити групи різних за етіологією хвороб, такі, що мають спільні патогенетичні та клінічні риси.

## За тривалістю перебігу інфекційних хвороб
За тривалістю перебігу інфекційні хвороби поділяються на:
- гострі — такі, які починаються раптово, перебігають циклічно, гостро із досить вираженими періодами та клінічними проявами.
- хронічні — починаються гостро або поступово, або навіть безсимптомно, але мають прогредієнтний тривалий (понад 6 місяців) клінічний перебіг і можуть час від часу перебігати з чергуванням фаз загострення та ремісії, або тривати безперервно.

## Загальні принципи діагностики інфекційних хвороб
Діагностика інфекційних хвороб використовує усі клінічні діагностичні прийоми та способи, які застосовують у внутрішній медицині, однак існують певні особливості. Так у відділеннях інфекційних хвороб при обстеженні хворого додатково до інших видів анамнезу збирають епідеміологічний анамнез — відомості про можливість передавання інфекції від джерела інфекції до захворілого, про ймовірні фактори (шляхи) передавання збудника, про тривалість потенційного інкубаційного періоду. Наявність виявлених чинників епідеміологічного анамнезу дозволяє в підозрюваних випадках окремих інфекційних хвороб (ботулізм, правець, сказ, тощо) виносити діагностичне (часто остаточне) судження про наявність такої інфекційної хвороби відповідно до клініко-епідеміологічних факторів (клініко-епідеміологічної діагностики). Зокрема, у пацієнта з ймовірним випадком ботулізму за наявності типових клінічних ознак (порушення ковтання, зорові ушкодження, міоплегія, закреп, тощо) встановлення факту вживання пацієнтом продукту, в якому міг утворитися ботулотоксин (епідеміологічний чинник), цілком досить для переведення ймовірного випадку в градацію підтвердженого випадку без додаткових лабораторних досліджень.
Методи лабораторної та інструментальної діагностики загалом є спільними з тими, що використовують в інших розділах (галузях) медицини. Але інфекційну хворобу спричинює певний збудник, що дає можливість виявлення його, або його часток (антигенів, ендо- та екзотоксинів, тощо), або імунологічних реакцій у відповідь на його потрапляння до організму (вироблення антитіл, реакції гіперчутливості, тощо). У клініці інфекційних хвороб застосовують наступні методи специфічної діагностики:
- Для виявлення самого збудника:

- мікроскопічний (пряма й непряма світлова мікроскопія, електронна мікроскопія; бактеріоскопія, паразитоскопія, в тому числі ово- та гельмінтоскопія, вірусоскопія);
- бактеріологічний (посіви крові, фекалій, сечі, мокротиння та інших рідин організму на штучні поживні середовища, зараження культури клітин або тканин);
- вірусологічний (зараження курячих та інших ембріонів, культури клітин або тканин);
- біологічний (введення в організм лабораторних тварин різних рідин від хворого з метою спричинити в них розвиток інфекційної хвороби, виділити збудника у великій кількості з метою його ідентифікації та вивчення його властивостей);

- Для виявлення антитіл, антигенів, геномів збудника, його побічних продуктів життєдіяльності:

- серологічний — виявлення антитіл у реакціях аглютинації (РА), зв'язування комплементу (РЗК), гемаглютинації (РГА), непрямої гемаглютинації (РНГА), гальмування гемаглютинації (РГГА), пасивної гемаглютинації (РПГА), у радіоімунному аналізі (РІА), імуноферментному аналізі (ІФА) тощо);
- виявлення антигенів, нуклеїнових кислот у реакції імунофлюоресценції (РІФ), ІФА, РІА, полімеразній ланцюговій реакції (ПЛР), молекулярне клонування, тощо);
- газова хроматографія;
- імунохроматографічні тести (експрес-діагностика);
- реакції гіперчутливості уповільненого типу (внутрішньошкірні проби при туляремії, бруцельозі, тощо);
- реакція нейтралізації певних токсинів (зокрема, токсину при ботулізмі), яку проводять на лабораторних тваринах.

### Безпосереднє виявлення самого збудника

#### Мікроскопічний метод
- Світлова мікроскопія рідин, ексудатів і тканин є одночасно найпростішим та одним із найбільш інформативних лабораторних методів, які застосовуються в діагностиці інфекційних хвороб. У деяких випадках це дослідження дозволяє провести точну, високоспецифічну ідентифікацію етіологічного агента. Так при протозойних інфекціях паразитоскопія[9] — взагалі нерідко основний метод підтвердження діагнозу. При малярії, наприклад, до призначення протималярійних препаратів на висоті нападу гарячки беруть на дослідження крові (тонкий мазок і товсту краплю), при амебіазі — досліджують під мікроскопом свіжі фекалії, при лямбліозі — дуоденальний вміст (можна виявити вегетативні форми лімблій) і фекалії (можна знайти цисти). При підозрі на гельмінтози об'єктом дослідження можуть бути фекалії (можна виявити яйця гельмінтів, проглотиди та інші частки тіла гельмінта), дуоденальний вміст (яйця), кров (личинки при міграційній стадії гельмінтозів).

- При прямій мікроскопії використовують безліч методик. Якщо мікроорганізм має великі розміри або характерну морфологію, з досліджуваного матеріалу можна приготувати незабарвлені нативні препарати та дослідити в світлому полі, в темному полі або за допомогою фазовоконтрастної мікроскопії. Набагато частіше для прямої мікроскопії готують висушені мазки — це дозволяє застосувати різноманітне фарбування, яке полегшує виявлення та ідентифікацію мікроорганізму. Нативні препарати часто використовують для діагностики грибкових і паразитарних інфекцій. Прикладами є криптококовий менінгіт, який діагностують при виявленні інкапсульованого мікроорганізму в препараті цереброспінальної рідини, пофарбованому індійським чорнилом, і кокцидіомікоз, який ідентифікують за наявністю в харкотинні хворого характерних сферул. Дослідження нативних препаратів фекалій або дуоденального вмісту також є початковим етапом у встановленні діагнозу кишкових паразитарних інфекцій, таких як амебіаз і криптоспоридіоз, кишкових гельмінтозів (ово-, мікроскопія тіл або фрагментів самих гельмінтів). На підставі виявлення характерних рухів мікрофілярій і трипаносом у крові та інших рідинах організму можуть бути розпізнані філяріїдози й трипаносомоз.
- Фарбування за Грамом залишається й після більше ніж століття його застосування найкращим і єдиним широкодоступним методом швидкої діагностики бактеріальних інфекцій з використанням світлового мікроскопа. Його використовують при дослідженні фактично всіх видів клінічних матеріалів, причому найбільшу цінність цей метод має при дослідженні ексудатів, аспіратів і тканинних рідин, включаючи цереброспінальну рідину і сечу. Бактерії виявляються або як темно-сині (грампозитивні), або як рожеві (грамнегативні) тіла. Їхнє забарвлення та морфологічні особливості часто дозволяють проводити попередню ідентифікацію роду, а іноді й виду мікроорганізму. Ряд специфічних мікроорганізмів може бути виявлений при фарбуванні за іншими методиками (за Романовським—Гімзою, за Цілем — Нельсеном, тощо).

- Електронно-мікроскопічне дослідження використовують переважно для ідентифікації тих вірусів, яким не притаманний цитопатичний ефект у культурі клітин. Це дослідження особливо цінне для виявлення ротавірусів у фекаліях немовлят і дітей раннього віку, які страждають на гастроентерити. Велика кількість і характерні морфологічні риси цих вірусних частинок дозволяють провести їх специфічну ідентифікацію на підставі одних лише цих ознак. Електронна мікроскопія може бути використана також для діагностики хвороб, спричинених вірусами Норфолк (англ. Norwalk).

#### Бактеріологічний метод
Незважаючи на певну складність виконання і необхідність іноді досить тривалого часу для одержання результату, виділення етіологічного агента за допомогою культивування на штучних поживних середовищах, як й в культурах тканини або в експериментах на тваринах, є зазвичай найбільш достовірним методом. Однак діагностична цінність досліджуваного методом посіву матеріалу великою мірою залежить від того, чи не був він забруднений (контамінований) при зборі супутньою мікрофлорою, чи був доставлений в лабораторію з дотриманням умов, що гарантують виживання відповідних, іноді дуже вибагливих мікроорганізмів. Чутливість бактеріологічного методу залежить й від обсягу досліджуваного матеріалу. Так для визрівання черевнотифозної сальмонели потрібно брати кров від хворого та рідке поживне середовище (10 % жовчний бульйон) у співвідношенні 1:10. Для виділення того чи іншого збудника можуть бути використані диференційно-діагностичні поживні середовища (телуртове — для виявлення коринебактерій, 1 % лужна пептонна вода — для культивування вібріонів холері, тощо). Іноді для виділення певних збудників потрібні особливі умови культивування. Так для виділення єрсиній необхідним є застосування так званого холодового пророщення — витримування поживного середовища, зараженого цими збудниками при температурі термостата 4°С протягом 2-3 діб. Низька температура пригнічує ріст інших мікроорганізмів, але спричинює бурхливий розвиток єрсиній з утворенням видимих великих колоній. Іноді потрібне тривале очікування через повільне зростання збудників — так бруцели виростають до помітних колоній на яєчному поживному середовищі лише через 1 місяць культивації.
Детальніші відомості з цієї теми ви можете знайти в статті Мікробіологічна культура.

#### Вірусологічний метод
Вибір матеріалу для діагностики вірусних захворювань залежить як від стадії самої хвороби, так і від її клінічних проявів. Якщо хворого обстежують на ранніх стадіях захворювання, то часто існує можливість виявити вірус, використовуючи вірусологічний метод. Характер матеріалу, що підлягає вірусологічному дослідженню і метод його транспортування до лабораторії певною мірою залежать від переважного місця ураження. Так при діагностиці більшості вірусних інфекцій дихальних шляхів досить інформативними є мазки зі слизової оболонки глотки. У зв'язку з надзвичайною лабільністю респіраторних вірусів мазки поміщають в буферні транспортні середовища з високим вмістом протеїнів і антибіотиками. Якщо матеріал підлягає транспортуванню до іншої установи, його слід зберігати при температурі −60 °C і перевозити в контейнері із сухим льодом. У хворих на вітряну віспу рідина, отримана з везикул, містить значну кількість вірусу і вірусного антигену. Вірусологічний метод рідко є ефективним для виділення вірусів із крові, за винятком арбовірусних інфекцій.
Детальніші відомості з цієї теми ви можете знайти в статті Вірусна культура.

#### Біологічний метод
Іноді не є можливим виділення збудників за допомогою поживних середовищ або клітинних чи тканинних культур. Тоді досить часто проводять зараження різних лабораторних тварин. Зокрема для виділення збудника лепри (вкрай вибагливого при культивуванні збудника) заражають броненосців. Для виділення шигел проводять підкон'юнктивальне зараження ока кролика. При біологічному виділенні збудників можливе зростання їх у різних органах залежно від способу зараження та подальшу його біохімічну, морфологічну та іншу ідентифікацію.

### Виявлення антитіл, антигенів, геномів збудника, його побічних продуктів життєдіяльності

#### Серологічні дослідження
Для виявлення специфічного для інфекційної хвороби результату контактування людини з мікроорганізмом, що призводить до імунної відповіді та вироблянню антитіл, застосовують серологічний метод. Зазвичай антитіла у достатній кількості з'являються на 2-му тижні хвороби, але при деяких захворюваннях можуть появитися пізно. Із запізненням з'являються антитіла у старих, ослаблених людей. Але виявлення в сироватці крові хворого антитіл, які реагують з певним антигеном, вказує лише на те, що даний пацієнт мав контакт з антигеном. Тому клінічна інтерпретація серологічних тестів за рідкісним винятком залежить від результатів декількох — серійних визначень. Якщо титр антитіл значно підвищується або, навпаки, знижується, відповідну реакцію можна розцінити як результат свіжого контакту з антигеном. Але оскільки серологічні реакції можуть бути хибнопозитивними через наявність перехресних антитіл до збудників одного роду чи родини, або відображати контакт із цим збудником у минулому (так звані анамнестичні антитіла), то результат вважають достовірним тільки якщо при повторному дослідженні відзначено наростання титру антитіл не менше, ніж у 4 рази. У будь-якого хворого з неясним захворюванням взяту на початку дослідження стерильну пробу сироватки слід зберігати в замороженому стані з тим, щоб за необхідності мати можливість порівняти її з тією сироваткою, отриманою в пізнішому періоді (так звані парні сироватки). Контакт з антигеном може виникати в результаті попередньої вакцинації або невиявленої імунізації через перенесену раніше хворобу у стертій формі, що нерідко ускладнює інтерпретацію титрів сироваткових антитіл. Так звана анамнестична реакція, неспецифічна стимуляція антитіл до інших збудників при тій чи іншій інфекції відбувається тільки у випадку антигенної подібності збудників, може спричиняти певні діагностичні помилки, тому й потрібно проводити дослідження в парних сироватках для виявлення наростання титру антитіл до антигену справжнього збудника. Анамнестична реакція буде характеризуватися або монотонним титром, або його зниженням. Результати серологічних тестів слід інтерпретувати у світлі додаткової інформації про хворого, включаючи такі фактори, як попередня імунізація, перенесені захворювання, можливість впливу хімічних, але етіологічно чужих антигенів, наявність мінливого титру при постановці серійних реакцій на противагу однократному результату. Проти збудника організм виробляє різні групи антитіл (аглютиніни, опсоніни, комплементзв'язуючі, гемаглютиніни тощо), які відповідно виявляють у РА, РЗК, РГА, РПГА, тощо. На жаль, при проведенні цих реакцій можливі хибнопозитивні результати. На сьогодні широко використовують ІФА, який дає можливість розділити антитіла до антигенів збудника за класами — IgM, IgG тощо. Саме наявність IgM чи IgG дозволяє ефективно проводити діагностику — при гострому процесі переважають IgM, що дозволяє відрізнити від результатів вакцинації; при хронічному перебігу інфекційної хвороби, після вдалої вакцинації переважають IgG. Якщо в крові виявлено лише антитіла класу JgM, то у цих випадках дослідження парних сироваток можна не проводити.

#### Виявлення антигенів і антитіл
У діагностичному процесі виявлення інфекційних хвороб застосовують низку технічних прийомів, які спрямовані на виявлення мікроорганізмових антигенів, геномів, побічних продуктів збудників:
- РІФ. При використанні імунофлюоресцентної техніки (РІФ) мазки, які потенційно містять мікроорганізми, фарбують за допомогою препаратів, які включають готові специфічні моноклональні антитіла, мічені флюоресцентними барвниками, і досліджують в люмінесцентному мікроскопі. Пряме флюоресцентне забарвлення мазків-відбитків з епітелію носових ходів може бути використане для швидкої діагностики грипу, ГРВІ.
- Зустрічний імуноелектрофорез. Найбільш широко застосовуваний метод виявлення антигенів. У цьому варіанті дифузії в агаровому гелі матеріал, досліджуваний на наявність антигену, поміщають в канавку (лунку), зроблену в агарі, а специфічну антисироватку — в іншу (прилеглу) канавку. Потім через агар пропускають електричний струм, в результаті чого відбувається швидке, протягом декількох хвилин зближення антигену та антитіл, їхнє злиття з утворенням преципітату. Реакцію аглютинації часток використовують в тих же цілях, що й зустрічний імуноелектрофорез, але її характеризує більша чутливість, хоча можуть мати місце хибнопозитивні результати, обумовлені термолабільними компонентами сироватки та ревматоїдним фактором.
- ІФА. Можна застосовувати окрім виявлення антитіл, ще й для візуального або спектрофотометричного виявлення мікроорганізмових антигенів. ELISA, як варіант ІФА, заснований на тому, що специфічні моноклональні антитіла реагують з міченим ферментом антивидовим кон'югантом. Після обробки відповідним субстратом з'являється зміна забарвлення, яку можна вловити під звичайним світловим мікроскопом.
- Радіоізотопний аналіз (РІА). Є високочутливим і результати можуть бути отримані протягом декількох годин. При цьому методі тестовий антиген, мічений радіоізотопом, конкурує з антигеном у сироватці хворого за специфічні антитіла в тест-суміші. Вільні та пов'язані антитіла видаляють відмиванням. Потім за допомогою гамма-лічильника аналізують реактивність комплексу антиген — антитіло.
- ПЛР та молекулярне клонування. Застосування рекомбінантних ДНК-методів ампліфікації уможливило виділення, репродукцію і маркування мікроорганізмів із суворо визначеним унікальним розташуванням нуклеотидів у геномі, що представляють штам, вид, рід або групу.

- У ПЛР мічені фрагменти ДНК додають до тканинних рідин, ексудату або тканин, які припустимо містять патоген. Із суміші, яку обробили нагріванням або хімікаліями, виділяють ДНК відповідного унікального складу. Після обробки фрагменти ДНК нагрівають повторно. Ця реасоціація або гібридизація високоспецифічна і відбувається тільки між фрагментами, що несуть взаємодоповнювальні одне одного нуклеотиди. Якщо матеріал містить нуклеотид, що послідовно доповнює ті, які знаходяться в пробі, вони будуть гібридизовані та марковані.
- При молекулярному клонуванні відбувається ізоляція певної послідовності ДНК і отримання багатьох копій цієї послідовності in vivo. Клонування часто використовують для ампліфікації фрагмента ДНК, який містить гени, але може використовуватися й для ампліфікації будь-якої послідовності ДНК, наприклад промоторів, некодуючих послідовностей і випадкових фрагментів ДНК. Перевага рекомбінантних ДНК-методів ампліфікації складається в їхній унікальній специфічності, здатності виявляти єдиний патоген серед безлічі інших й, нарешті, ідентифікувати мікроорганізми, які або складно, або, навіть, неможливо виявити іншими методами.

- Імунохроматографічні (ІХГ) експрес-тести засновані на швидкому визначенні в пробі певних антигенів. На тест-смужках нанесені розчинні моноклональні антитіла до досліджуваного антигену, що кон'юговані з барвником, який можна легко ідентифікувати навіть у найменших концентраціях. Ці антитіла нанесені поблизу ділянки занурення тест-смужки у фізіологічну рідину (кров, слина тощо). За наявності в субстраті дослідження відповідного антигену з'являється видиме забарвлення. Зазначені тести можуть бути виконані особами, які мають мінімальну технічну кваліфікацію, і вимагають для виконання всього кілька хвилин. На даному етапі розвитку медицини подібні дослідження мають певні недоліки, але їх широко використовують для скринінгового обстеження людей. Для підтвердження результату експрес-тестів у непевних випадках використовують ПЛР та інші тести. На сьогодні такі тести застосовують для діагностики тропічної малярії, ВІЛ-інфекції, вірусних гепатитів тощо.
- Газовохроматографічний метод полягає в прямому дослідженні клінічних матеріалів за допомогою газорідинної хроматографії з метою виявлення характерних побічних продуктів метаболізму мікроорганізмів. Метод ефективний при диференціації аеробних і анаеробних мікроорганізмів у гною і крові.

#### Виявлення реакції гіперчутливості уповільненого типу
Вплив антигенів певних типів різними шляхами і за обставин, не завжди повністю прояснених, призводить до розвитку негайної (анафілактичної, атопічної) або сповільненої гіперчутливості. У певних (далеко не у всіх) осіб активна інфекція деякими (але не всіма) бактеріями і вірусами призводить до розвитку гіперчутливості сповільненого типу. Клінічно наявність цього алергічного стану виявляють за допомогою внутрішньошкірного (в/ш) введення мікроорганізму, на який падає підозра у розвитку алергії, або одного з компонентів цього мікроорганізму. У чутливого індивідуума на місці введення протягом 24—48 годин з'являється набряк певного розміру і еритема. Якщо індивідуум є високочутливим або введена доза антигену надлишкова, може розвинутися виражене місцеве запалення з некрозом, формуванням везикули, надмірного набряку, регіонарною лімфаденопатією, нездужанням і гарячкою. Раніше в такій діагностиці використовували діагностичні алергени:
- Бактеріальні — туберкулін, лепромін, бруцелін, антраксин, пестин, тулярин, малєїн, дизентерін, орнітин;
- Протозойні — токсоплазмін, лейшманін, трихомонадний антиген;
- Гельмінтозні — ехінококовий, трихінельозний, опісторхозний, аскаридозний антигени;
- Вірусні — антиген кліщового енцефаліту.

Але слід пам'ятати, що достовірність цих реакцій не 100 %, можливі параалергічні реакції, які створюють помилки в діагностиці. Крім того, ці реакції свідчать лише про інфікованість, але не дозволяють судити ані про активність процесу, ані про давність зараження. Іноді спостерігають після проведення такого дослідження зростання проявів хвороби чи загострення хронічного процесу. Тому на сьогодні у клінічній практиці залишили досить обмежену кількість діагностичних алергенів для здійснення діагностики інфекційних хвороб у людей. Антигени, виготовлені в концентраціях, нездатних спровокувати тяжкі реакції, зазвичай використовують для в/ш проб у діагностиці туберкульозу, венеричної лімфогранульоми, м'якого шанкру, бруцельозу, туляремії, сапа, бластомікозу, гістоплазмозу, кокцидіомікозу. Певну кількість діагностичних алергенів застосовують у ветеринарії, зокрема бруцелін (проба Бюрне), малеїн, антраксин, орнітин.

#### Методи нейтралізації токсинів
Іноді для виявлення токсинів, як побічних продуктів мікроорганізму, проводять на лабораторних тваринах нейтралізацію токсинів специфічними сироватками. Зокрема при ботулізмі вводять білим мишам сироватку крові від підозрюваного хворого, фільтрат його блювотних мас, промивних вод шлунку. Паралельно мишам вводять специфічну антитоксичну сироватку. Там, де є відповідний сироватці токсин, відбувається його знешкодження і миша залишається живою.

## Загальні принципи лікування інфекційних хвороб

### Етіотропна терапія
Раціональне лікування інфекційного хворого полягає у впливі на всі складові як інфекційного процесу, так і хвороби. Перед усім необхідні заходи проти збудника хвороби, а також його продуктів життєдіяльності, особливо токсинів. Таким чином при багатьох інфекційних хворобах застосовують етіотропну
терапію. Етіотропне лікування (від грец. αιτία — причина, грец. τροπος — шлях, напрямок), відповідно термін «етіотропний» визначають, як спрямований проти причини захворювання, що усуває або послаблює дію фактора, який зумовлює захворювання. Етіотропна дія може бути спрямована на збудника або (і) його токсини. Показанням до застосування етіотропних засобів є патогенний вплив на макроорганізм такого збудника, з яким сам макроорганізм не впорається, або під впливом якого можливий розвиток серйозних, нерідко смертельних ускладнень.
Етіотропні препарати можна умовно розділити таким чином:
- неспецифічні — які здатні діяти на певну кількість різних збудників;
- специфічні — які здатні діяти лише виключно проти одного збудника (лікувальні сироватки, імуноглобуліни, бактеріофаги, тощо).

Також їх поділяють на:
- хіміопрепарати — антибіотики, сульфаніламіди, нітрофурани, похідні 8-оксихіноліну, інгібітори нейрамінідази, група ацикловіру, тощо;
- біологічні препарати — інтерферони, ДНК-аза тощо.

При бактеріальному інфекційному захворюванні слід у першу чергу постаратися скористатися препаратами з бактерицидним ефектом, і лише за відсутності при даній інфекції ефективного бактеріоциду, можна застосувати препарат із бактеріостатичною дією. Незважаючи на те, що синергізм може бути продемонстрований в лабораторних умовах на прикладі цілого ряду сполучень антибактеріальних препаратів, тільки при небагатьох клінічних станах доведено, що комбіноване лікування більш ефективно, ніж монотерапія. У першу чергу, це стосується туберкульозу, сепсису і деяких інших. Було також визначено, що не слід використовувати комбінації антибіотиків у тих ситуаціях, коли може бути взаємне посилення побічних впливів препаратів, що абсолютно непридатні одночасні поєднання бактерицидних і бактеріостатичних препаратів.

#### Проведення етіотропної терапії при інфекційних захворюваннях, які спричинюють різні збудники
Наразі існують певні проблеми в проведенні етіотропної терапії. Найбільших успіхів медицина здобула в лікуванні бактерійних інфекційних хвороб починаючи з середини 50-х років XX століття, коли було відкрито пеніцилін, але у XXI столітті відбувається певна стагнація. За останні 20 років у світі не створено жодної нової групи антибіотиків. Внаслідок неадекватного лікування антибіотиками та іншими антибактерійними препаратами в попередні роки без чіткого обґрунтування (потужні антибіотики призначали при легких формах хвороби, застосовували короткочасно, приводячи до селекції резистентних мікроорганізмів і формуванню численних лікарських ускладнень) виникли збудники із серйозною стійкістю до цих препаратів (метицилін-резистентні штами стафілококів, полірезистентні туберкульозні палички тощо). Полістійкості набули грамнегативна бактерія Acinetobacter та окремі штами Klebsiella і Pseudomonas, яких раніше відносили до групи умовно-патогенних збудників. Ці бактерії спричинюють різноманітні хвороби, такі, як нозокоміальна (внутрішньолікарняна) пневмонія, інфекційні ураження кровоносних судин, сечовивідних шляхів, зумовлені катетеризацією, інфекційні ураження черевної порожнини і навіть менінгіт у людей, які отримували медичні лікувальні процедури, пов'язані з головою і спиною, зокрема, епідуральну анестезію під час пологів. Виділені в 2010 році в деяких країнах світу (Індія, Бангладеш,.Велика Британія тощо) штами кишкової палички — носії гена під назвою NDM1 (англ. New Delhi metallo-β-lactamase), стійкі до практично всіх відомих антибактерійних засобів.
Застосування противірусних препаратів дуже обмежено. При багатьох вірусних інфекційних захворюваннях не існує етіотропних засобів. Найбільш ефективними антивірусними препаратами вважаються аналоги нуклеозидів цикловірового ряду (ацикловір, ганцикловір, валацикловір, тощо), хоча їхня ефективність є значною лише при ряді хвороб, які спричинюють окремі віруси родини герпесвірусів. Разом із тим, вони не розв'язали проблеми рецидивування та хронізації цих захворювань. Також сучасна антиретровірусна терапія при ВІЛ-інфекції показує певну ефективність на ранніх стадіях цієї хвороби. Хоча приєднання ВІЛ-асоційованих хвороб зменшує виживання пацієнтів. Високу ефективність на сьогодні мають препарати для лікування хронічного вірусного гепатиту С, такі, як рибавірин, пегильовані інтерферони, нуклеотидні аналоги та їхні комбінації (софусбувір, ледипасвір, дасабувір, омбітасвір, паритапревір, ритонавір, тощо) залежно від генотипу вірусу, який спричинив хворобу. Також серйозну доказову базу стосовно лікування грипу мають інгібітори нейрамінідази (озельтамівір, занамівір, перамівір).
Невизначена ситуація існує в лікуванні протозойних інфекцій. Їхня ефективність відповідних етіотропних засобів дуже залежить від виду збудника та стадії процесу. При великій кількості протозойних інвазій ефективних препаратів для лікування не існує. Повільні інфекції, пріонові хвороби наразі не мають ефективного етіотропного рішення, закінчуючись завжди несприятливо.
При окремих інфекційних хворобах для ефективного етіотропного лікування окрім антибактерійних засобів обов'язково застосовують антитоксичні сироватки (зокрема, дифтерія, газова гангрена). При деяких інфекційних захворюваннях (ботулізм, правець) для ефективного етіотропного лікування мають першорядне значення аж ніяк не антибактеріальні препарати, а антитоксичні сироватки та імуноглобуліни.

### Патогенетична терапія
При інфекційному процесі патоген привносить в макроорганізм численні свої антигени, токсичні речовини, чинники агресії, що обумовлює одночасний розвиток безлічі патологічних реакцій та процесів. Це слід враховувати при розробці патогенетичного лікування інфекційного хворого.

#### Дезінтоксикаційне лікування
Уникнути додаткових впливів цих факторів на органи і системи дозволяє адекватне дезінтоксикаційне лікування:
- активізація природних механізмів детоксикації,
- активні форсовані методи парентеральної детоксикації,
- використання екстракорпоральних методів очищення організму.

#### Замісна терапія
Вона при інфекційних захворюваннях повинна суворо відповідати втратам макроорганізму як кількісно, так і якісно. Зокрема при холері відбувається втрата води та певних мікроелементів внаслідок профузної діареї і блювання. Формені елементи крові, білки плазми не втрачаються. У зв'язку з цим, заміщення втрат мають здійснювати лише збалансованими сольовими розчинами.

#### Протизапальна терапія
У інфекційних хворих повинна призначатися за суворими показаннями тільки в тих ситуаціях, коли її застосування є одним з вирішальних чинників для одужання.

#### Застосування препаратів для корекції реактивності
При інфекційних хворобах здійснюють корекцію реактивності організму (імуномодулятори, індуктори імунітету, імуносупресори, тощо), що повинно мати суворі показання і контроль протипоказань та побічних дій. Багато препаратів такої дії не показали свою ефективність, або, не мають достатньої міжнародної доказової бази. При можливості призначення їх в певних ситуаціях слід попередньо ретельно вивчити побічні дії, міжпрепаратні взаємодії, оцінити доцільність такого призначення — використання їх приведе до успіху або ж ризик отримати побічний ефект від їх призначення перевищує рівень здорового глузду. Також слід уникати призначення препарату імуностимулюючої дії при надмірному напруженні захисних сил організму. Також немає резону використовувати препарат супресорної дії при слабких захисних реакціях у випадках інфекційних хвороб. Призначати препарати істинно імуномодуляторної дії — це також великий ризик нарватися на неадекватну відповідь, що може привести до абсолютно непередбачуваних наслідків. Слід уникати призначення препарату імуностимулюючої дії при надмірному напруженні захисних сил організму, як, наприклад, у розпал інфекційного мононуклеозу. Також немає резону використовувати препарат імуносупресорної дії при слабких захисних реакціях у випадках інфекційних хвороб (зокрема, глюкокортикостероїди при більшості гострих вірусних хворобах). Призначати препарати істинно імуномодуляторної дії — це також великий ризик нарватися на неадекватну відповідь, що може привести до абсолютно непередбачуваних наслідків.
Необхідно проводити також і ту частину патогенетичної терапії, яка спрямована на усунення виниклих в організмі хвороботворних ланцюгових реакцій. У цьому зв'язку важливим є відновлення порушених функцій органів і систем, що означає вплив на деякі ланки організму людини. Таке лікування передбачає повноцінне харчування, постачання достатньою кількістю вітамінів, застосування за необхідності серцевих препаратів, ліків, що діють на нервову систему і т. д. Часто такого типу лікування відіграє провідну роль у відновленні хворого, особливо, коли людина вже позбулася дії патогену. Приміром, після ефективної антибактеріальної і дезінтоксикаційної терапії при бактеріальному менінгіті слід проводити в подальшому активне відновне лікування: ноотропні засоби, препарати, що покращують мозковий кровообіг, гіпербарична оксигенація і т. д.

### Симптоматична терапія
Це вплив на симптом з метою зменшення його виразності. Зокрема, це призначення нестероїдних протизапальних засобів для зменшення гарячки, головного болю, тощо. Грань між симптоматичними і патогенетичними засобами не завжди провести легко, оскільки грамотно призначені патогенетичні засоби зменшують виразність патологічного симптому, а нелогічні симптоматичні — зменшуючи тимчасово вираженість симптому обтяжують подальший клінічний перебіг хвороби.

## Профілактика інфекційних хвороб

### Загальні принципи і заходи неспецифічної профілактики
Виділяють суспільну та індивідуальну профілактику інфекційних хвороб. Індивідуальна профілактика передбачає дотримання правил особистої гігієни в побуті та на виробництві, громадська включає систему заходів з охорони здоров'я колективів. Заходи щодо профілактики інфекційних захворювань можна умовно розділити на 2 великі групи:
- загальні — державні заходи, які спрямовані на підвищення матеріального добробуту, поліпшення медичного забезпечення, умов праці та відпочинку населення, а також санітарно-технічні, агролісотехнічні, гідротехнічні та меліоративні заходи, раціональне планування та забудова населених пунктів і багато іншого, що сприяє ліквідації інфекційних хвороб.
- спеціальні — профілактичні заходи, які проводять фахівці лікувально-профілактичних та санітарно-епідеміологічних установ. Система профілактичних заходів включає і міжнародні заходи щодо запобігання тих небезпечних інфекційних захворювань, які регулюють Міжнародні медико-санітарні правила (ММСП) 2005 року.

Зміст і масштаб профілактичних заходів можуть відносити безпосередньо до осередку інфекції або поширюватися на цілий район, місто, область. При плануванні та проведенні профілактичних заходів їх поділяють на 3 групи по місцю прикладання:
- заходи щодо джерела інфекції, спрямовані на його знешкодження (або усунення);
- заходи щодо механізму передачі, що проводяться з метою розривання шляхів передачі;
- заходи щодо підвищення несприйнятливості населення;

На даний час також усі профілактичні заходи проти інфекційних хвороб поділяють відповідно до виконавської дії на 3 основні групи:
- санітарно-гігієнічні,
- дезінфекційні,
- дезінсекційні.

Залежно від стану здоров'я, наявності факторів ризику захворювання або вираженої патології розглядають також 2 види профілактики:
- первинна профілактика — система заходів запобігання виникненню та впливу факторів ризику розвитку захворювань (вакцинація, раціональний режим праці та відпочинку, раціональне якісне харчування, фізична активність, охорона навколишнього середовища, тощо). Ряд заходів первинної профілактики здійснюють у масштабах держави.
- вторинна профілактика — комплекс заходів, спрямованих на усунення виражених чинників ризику, які за певних умов (стрес, ослаблення імунітету, надмірні навантаження на будь-які інші функціональні системи організму, тощо) можуть призвести до виникнення, загострення або рецидиву захворювання. Найбільш ефективним методом вторинної профілактики є диспансеризація як комплексний захід раннього виявлення захворювань, динамічного спостереження, цілеспрямованого лікування, раціонального послідовного оздоровлення.

### Специфічна профілактика
У системі протиепідемічних заходів саме створення несприятливості населення до інфекційних хвороб займає одне з найбільш важливих місць. Специфічна профілактика (імунопрофілактика) інфекційних захворювань є традиційним науково обґрунтованим засобом зниження захворюваності та ліквідації інфекційних захворювань. Стратегія ВООЗ щодо зниження смертності та захворюваності на інфекційні хвороби, насамперед серед дітей, передбачає обов'язкове впровадження ефективної специфічної імунізації населення. Виконання програм імунізації привело до значних успіхів у боротьбі з інфекційними хворобами. Зокрема, внаслідок проведення імунопрофілактики в світовому масштабі була повністю ліквідована натуральна віспа.
- Набутий штучний активний імунітет, який дає можливість несприйнятливості людини до певної хвороби, утворюється в організмі людини в результаті імунізації вакцинами або анатоксинами, при цьому в організмі формуються специфічні імунні реакції на антигени, які входять до складу вакцин.
- Набутий штучний пасивний імунітет виникає внаслідок введення в організм антитіл у вигляді імунних сироваток, імуноглобулінів, плазми реконвалесцентів, які майже відразу захищають від інфекції. Такий імунітет менш стійкий і не такий тривалий, як активний.

При первинній імунної відповіді на введення вакцини утворюється певна кількість «тривалоіснуючих» Т- та В-лімфоцитів (клітин імунологічної пам'яті), які зберігають інформацію про антиген і при повторному його потраплянні до організму (ревакцинації) обумовлюють формування вторинної імунної відповіді. Вторинну імунну відповідь характеризує більш високий афінітет антитіл (тобто міцність зв'язку між антигеном та антитілом) і наявність переважно антитіл класів IgG та IgA, які утворюються швидше та інтенсивніше. Ревакцинація є основою для досягнення тривалого та напруженого імунітету проти більшості інфекційних хвороб. Інтервал між вакцинаціями не повинен бути менш одного місяця.
Імунна відповідь на введення вакцин розвивається у три фази:
- латентна фаза триває від моменту введення вакцини до появи специфічних антитіл, цитотоксичних клітин та ефекторів гіперчутливості уповільненого типу у крові та може становити від декількох діб до двох тижнів;
- фаза зростання характеризується збільшенням титрів антитіл та Т-лімфоцитів і може тривати від 4 днів до 4 тижнів. Швидке зростання рівня специфічних антитіл відбувається при введенні живої корової вакцини (перші 3—4 дні). Це дозволяє використовувати корову вакцину для екстреної профілактики кору у контактних осіб в осередку протягом 3 днів після контакту з хворим;
- фаза зниження антитіл відбувається після досягнення максимального титру антитіл, причому спочатку відносно швидко, потім повільно протягом декількох років чи десятиріч. Якщо зниження протективних антитіл досягає критичного рівня і в цей час відбувається інфікування відповідним збудником, то можливий розвиток захворювання.

При повторному введенні певного антигену латентна фаза та фаза зростання скорочуються, а фаза зниження стає тривалішою.
Вакцинація може складатися із серії введення вакцини із мінімальним інтервалом. Ревакцинація, як правило, складається із введення однієї дози вакцини. Живі вірусні вакцини розраховані на розмноження вакцинного (атенуйованого) вірусу у клітинах організму прищеплених, що створює стійкий імунітет вже після першого введення вакцини. Планова вакцинація є ефективним засобом контролю багатьох інфекцій. При цьому значний епідеміологічний ефект можна отримати тільки при охопленні вакцинацією не менш ніж 95 % відповідних груп населення.
Медичні імунобіологічні препарати, які використовують для імунопрофілактики, поділяють на:
- вакцини — препарати, які виготовляють з мікроорганізмів, їхніх антигенів і токсинів:

- вакцини, які виготовлені з мікроорганізмів поділяють на живі та інактивовані (вбиті). Існують ще вакцини з антигенних компонентів мікроорганізмів (хімічні полісахаридні, субодиничні вакцини, анатоксини) та генно-інженерні (рекомбінантні) вакцини. На стадії розробки знаходяться генетичні вакцини (ДНК-вакцини) та синтетичні вакцинні препарати.
- анатоксини (токсоїди) випускають у вигляді монопрепаратів (дифтерійний, правцевий, стафілококовий, тощо) і асоційованих препаратів (дифтерійно-правцевий). На введення анатоксину виробляється лише антитоксичний імунітет, який, однак, не забезпечує повний захист від інфікування та не запобігає виникненню бактеріоносійства. Для досягнення напруженого антитоксичного імунітету потрібна не менш як дворазова вакцинація та ревакцинація препаратами даної групи. При цьому їх профілактичний ефект досягає 96—100 % та зберігається протягом декількох років. Важливою особливістю анатоксинів є також і те, що вони забезпечують збереження тривалої імунологічної пам'яті, тому при введенні вдруге людям, які були вакциновані 10 і більш років до того, відбувається швидке утворення антитоксичних антитіл у високих титрах (за типом вторинної імунної відповіді).

Детальніші відомості з цієї теми ви можете знайти в статті Вакцини.
- сироватки, імуноглобуліни — при цьому вводять уже «готові до дії» антитіла. Ці препарати виготовляють з крові гіперімунізованих тварин (гетерогенні сироватки чи імуноглобуліни) або людей (гомологічні або алогенні), що перенесли в минулому інфекційну хворобу, або із крові спеціально імунізованих волонтерів. У теперішній час для екстреної профілактики та лікування застосовують такі антивірусні та антибактеріальні препарати — гетерогенну протиправцеву, протиботулінічну сироватки, нормальний імуноглобулін для профілактики вірусного гепатиту А та В, кору, краснухи, кашлюку, імуноглобуліни антистафілококовий, протигрипозний, антирабічний, тощо. Перед введенням гетерогенних сироваток чи імуноглобулінів обов'язково визначають індивідуальну чутливість організму до чужорідного білка шляхом внутрішньошкірної проби. Імунний захист забезпечується негайно при внутрішньовенному введенні таких препаратів або через 4—24 години після внутрішньом'язового введення. Найбільш активна дія проявляється в першу добу після введення препарату, але може зберегтися до 2 тижнів і більше. Здатність препаратів цієї групи швидко забезпечувати імунний захист визначає і область їх застосування. Їх застосовують для екстреної профілактики контактних осіб, запобігання певних захворювань через специфічні можливості інфікування (правець, сказ, тощо), для лікування окремих хвороб (правець, газова гангрена, дифтерія, тощо).

### Планова профілактична вакцинація в Україні
Планову імунізацію проводять усьому населенню, яке досягло відповідного віку, за відсутності клінічних протипоказань. Згідно з Законами України «Про забезпечення санітарного та епідемічного благополуччя населення» від 24.02.1994 року (ст. 27) та «Про захист населення від інфекційних хвороб» від 06.04.2000 року (ст. 12) населення підлягає обов'язковій імунізації проти туберкульозу, кору, дифтерії, кашлюку, поліомієліту, правця. Згідно з Наказом МОЗ України від 11.08.2014 № 551 «Про удосконалення проведення профілактичних щеплень в Україні» населенню України проводять щеплення за віком, станом здоров'я, щеплення, які проводяться на ендемічних територіях та за епідемічними показаннями, рекомендовані щеплення. Згідно з цим Календарем щеплень, планову загальну імунізацію проводять проти туберкульозу, поліомієліту, кашлюку, дифтерії, правцю, кору, краснухи, епідемічного паротиту, гемофільної інфекції та вірусного гепатиту В, тобто проти 10 поширених в країні інфекційних захворювань.

## Деякі терміни
Якщо хворий заразився на інфекційну хворобу в медичному закладі, то це визначають як внутрішньолікарняну інфекцію (також її називають ще госпітальною або нозокоміальною). Якщо таке зараження відбувається при безпосередньому наданні медичної допомоги або при проведенні обстеження, то це трактують, як ятрогенну інфекційну хворобу (від грец. ιατρος — «медик» + грец. γενής — переносно «походження»), тобто таку, яку свідомо чи несвідомо спричинив конкретний медичний працівник.
Рецидив — це повторний спалах хвороби після деякого періоду її відсутності (удаваного видужання). Найчастіше рецидивують інфекційні хвороби (переважно черевний тиф, паратифи, бешиха тощо), якщо в організмі зберігаються вогнища інфекції.
При інфекційних хворобах можуть розвинутися специфічні ускладнення, які прямо пов'язані з дією етіологічного фактора хвороби. Зокрема, при черевному тифі і паратифах можливий розвиток виразок кишки при цьому часто відбувається кишкова кровотеча та, навіть, перфорація кишки.
Під неспецифічним ускладненням розуміють приєднання до інфекційної хвороби таких патологічних змін, які прямо не пов'язані з причинним фактором. Наприклад, у лежачих хворих з порушеним кровообігом легко з'являються пролежні, в той час як для здорових людей такий незначний тиск на поверхневі тканини зовсім не шкідливий.
Ерадикація — винищення, викорінення або ліквідація інфекційної хвороби, тобто зниження поширеності її в глобальній популяції населення до нуля.

## Інфекційні захворювання у ветеринарії
Інфекційні хвороби  — розлади здоров'я тварин, що виникають внаслідок зараження живими збудниками (вірусами, патогенними білками-пріонами, бактеріями, рикетсіями, найпростішими, грибами, тощо) і передаються від заражених тварин здоровим. При виникненні певних сприятливих умов можуть бути передані до людей.

## Інфекційні захворювання рослин
Інфекційні хвороби рослин — захворювання, які спричиняють патогенні організми (гриби, які зумовлюють мікофітози; бактерії, що спричинюють бактеріози; віруси, які породжують вірози; фітоплазми, які зумовлюють фітоплазмози; гельмітни, що спричинюють гельмінтози, тощо). Рослинні патогени (фітопатогени) розвиваються на поверхні або всередині рослин за рахунок їх поживних речовин.

## Додаткова література
- Атлас інфекційних хвороб / за ред. М. А. Андрейчина ; М. А. Андрейчин, В. С. Копча, С. О. Крамарьов та ін. — 3-тє вид., випр. і доп. — Львів: Магнолія 2006, 2019. — 295 с. : кольор. іл. — Предм. покажч.: с. 290—294. — Бібліогр.: с. 295. — ISBN 978-617-574-149-8
- Закон України «Про ветеринарну медицину» N 2499-XII (2499-12) від 25.06.92, з останніми змінами від 23.12.2015 (чинний)
- Інфекційні хвороби з основами фтизіопульмонології / Ільницький І. Г., Чорновіл А. В., Грицко Р. Ю., Костик О. П., Січкоріз О. Є., Рудницькі Х. І. — Львів, 2009. — 404 с.
- Інфекційні хвороби собак і котів: навч. посіб. / Ярослав Кісера, Людмила Божик. — Львів: Сполом, 2016. — 195 с. : іл. ; 20 см. — Бібліогр.: с. 194—195 (27 назв). — 210 пр. — ISBN 978-966-919-161-8
- Інфекційні хвороби у дітей: національний підручник / Л. І. Чернишова, А. П. Волоха, А. В. Бондаренко, Ф. І. Лапій. Під ред. Чернишової Л. І. — K: ВСВ «Медицина», 2016. — 1024 с.
- Основи лікування інфекційних хвороб / О. П. Адамович, О. Б. Ворожбит, О. Б. Герасун та ін. — Львів: ЛНМУ, 2015. — 124 с.
- Посібник з внутрішніх та інфекційних хвороб: (для студ.-випускників та лікарів інтернів мед. вузів) / О. О. Абрагамович, Т. С. Олійник, І. А. Харченко, В. І. Ютанов, В. Д. Стефанюк; ред.: О. О. Абрагамович; Львів. держ. мед. ун-т ім. Д.Галицького. — Л., 1999. — 511 c.
- Редкие для Украины инфекционные болезни у детей в практике врача: справ. врача / С. А. Крамарев, А. А. Воронов, В. В. Евтушенко и др. ; под ред. Крамарева С. А. — Киев: Б-ка «Здоровье Украины», 2014. — 176 с. : ил., табл., схема. ; 20 см. — (Бібліотека «Здоров'я України»). — Авт. указаны на обороте тит. л. — На обл. и тит. л.: Детский инфекционист. — Загл. сер. укр. — Библиогр.: с. 169—170 (10 назв.). — Алф. указ. нозологий: с. 6. — 5 000 экз. — ISBN 978-617-7100-07-1
- Gerald L. Mandell. Mandell, Douglas, and Bennett's Principles and Practice of Infectious Diseases: Expert Consult Premium Edition — Enhanced Online Features and Print (Two Volume Set). — 7th Edition. — USA : Churchill Livingstone, 2009. — 4320 с. — ISBN 978-0443068393. (англ.)
- Estee Torok, Ed Moran, Fiona Cooke. Oxford Handbook of Infectious Diseases and Microbiology (Oxford Medical Handbooks). — 1th Edition. — Oxford, United Kingdom : Oxford University Press, 2009. — 944 с. — (Oxford Medical Handbooks) — ISBN 978-0198569251. (англ.)
- Под ред. Н.Д. Ющука, Ю.Я. Венгерова. Инфекционные болезни: национальное руководство. — Москва : «ГЭОТАР-медиа», 2009. — 1049 с. — («Национальные руководства») — ISBN 978-5-9704-1000-4. (рос.)
- Лобзин Ю.В., Жданов К.В. Руководство по инфекционным болезням в 2-х томах. — Москва : «Фолиант», 2011. — 1408 с. — (Инфекционные и паразитарные болезни) — ISBN 9785939292184. (рос.)